# 长峙岛
长峙岛是位於舟山島以南的一個島，行政上隸屬於中國浙江省舟山市定海区临城街道。該島面积6.3平方千米，长5.3千米，宽2.1千米。海拔最高108米。长峙岛北距舟山島400米，南距岙山岛600米。
該島因為形狀狹長，原名長嶼。清末至民国年间改为长峙。1958年，长峙與外长峙連成一個島。島名改為長峙島。該島原本隸屬於长峙乡，2001年长峙乡并入临城街道。
該島经新城大桥与舟山岛相连，经长峙大桥、茶山大桥与松山岛和岙山岛相连。
2013年，浙江海洋学院在长峙岛設立校區。